# La chica de rosa
La chica de rosa (titulada originalmente como Pretty in Pink) es una película estadounidense de comedia romántica de 1986 sobre el amor y los grupos sociales en las escuelas secundarias estadounidenses en la década de 1980. Un clásico de culto, se lo identifica comúnmente como una película «Brat Pack». Fue dirigido por Howard Deutch, producido por Lauren Shuler Donner, y escrito por John Hughes, quien también se desempeñó como productor coejecutivo. Fue nombrado después de la canción de The Psychedelic Furs.
La banda sonora de la película ha sido calificada como una de las mejores del cine moderno. La película presenta una versión regrabada de la canción principal de The Psychedelic Furs. «If You Leave» de Orchestral Manoeuvres in the Dark (OMD) se convirtió en un éxito internacional y se ubicó en el puesto n.º 4 en el Billboard Hot 100 en mayo de 1986.

## Trama
La estudiante de último año de secundaria Andie Walsh vive con su padre de clase trabajadora subempleado, Jack, en un suburbio de Chicago. El mejor amigo de Andie, Phil «Duckie / Pato» Dale, está enamorado de ella, pero tiene miedo de decirle cómo se siente realmente. En la escuela, Duckie y Andie, junto con sus amigos, son acosados por los arrogantes muchachos ricos, específicamente Benny Hanson y su novio Steff McKee, que está secretamente interesado en Andie.
Mientras trabajaba después de la escuela en TRAX, una nueva tienda de discos de onda, Andie comienza a hablar sobre el baile de graduación de su escuela con su jefa, Iona, quien le aconseja a Andie que vaya, a pesar de no tener una cita. Blane McDonough, uno de los chicos populares y el mejor amigo de Steff, comienza a hablar con Andie y finalmente la invita a salir.
En la noche de la cita, Andie espera a Blane en TRAX, pero llega tarde. Duckie entra y le pide a Andie que salga con él, pero ella lo ignora. Sintiéndose como si hubiera plantada, Iona le da a Andie una charla de ánimo, mientras que Duckie, todavía sin saber nada, le pregunta qué le pasa. Cuando Blane llega, Duckie está molesto y comienza una discusión con Andie, con Duckie tratando de convencerla de que Blane solo la lastimará. Duckie se va corriendo y Andie continúa con su cita. Blane sugiere ir a una fiesta en casa que Steff está teniendo, pero Andie es maltratada e intimidada por todos, incluyendo Steff y Benny. Andie, a su vez, sugiere ir a un club local, donde descubren a Iona sentada con Duckie, que es hostil hacia Blane. Después de otra discusión con Duckie, Andie y Blane salen del club. Andie, sintiendo que su noche no fue tan bien, le dice a Blane que quiere irse a casa, pero cuando Blane le ofrece llevarla a su casa, ella se niega, admitiendo que no quiere que él vea dónde vive. Finalmente le permite dejarla y le pide que vaya a la fiesta de graduación, que acepta y comparten su primer beso. Andie visita a Iona en su apartamento al día siguiente para hablar sobre su cita. Mientras tanto, Blane, presionado por Steff, comienza a distanciarse de Andie.
Jack llega a casa una noche y sorprende a Andie con un vestido rosa que le compró. Al preguntarle cómo pudo pagarlo, Andie le dice que ella sabe que él ha estado mintiendo sobre ir a un trabajo de tiempo completo. Tienen una gran discusión hasta que se quiebra, revelando que todavía está amargado y deprimido porque su esposa lo dejó. En la escuela, Andie se enfrenta a Blane por evitarla y no devolverle las llamadas. Cuando le preguntó acerca de la fiesta de graduación, afirma que ya se lo había pedido a otra persona, pero que lo había olvidado. Andie comienza a llamar a Blane mentiroso y le dice que está avergonzado de que lo hayan visto con ella. Andie huye cuando Blane se va, con los ojos llorosos, Steff critica a Andie. Duckie escucha a Steff y lo ataca en el pasillo. Los dos luchan antes de que los maestros intervengan. Andie se acerca a Iona, llora y le cuenta lo sucedido, y luego pide su viejo vestido de graduación.
Utilizando la tela del vestido de Iona y el vestido que su padre compró, Andie crea un nuevo vestido de fiesta rosa. Cuando llega a la fiesta de graduación, Andie tiene dudas sobre desafiar a la multitud por su cuenta hasta que ve a Duckie. Se reconcilian y entran al salón del baile tomados de la mano. Cuando Steff, borracho, comienza a burlarse de la pareja, Blane lo confronta y finalmente se da cuenta de que Steff está resentido con Andie porque ella rechazó sus avances. Blane luego se acerca a los dos, estrechando la mano de Duckie y luego disculpándose con Andie, diciéndole que siempre creyó en ella y que siempre la amará, besándola en la mejilla antes de irse. Duckie reconoce que Blane no es como los otros muchachos ricos en la escuela y le aconseja a Andie que vaya tras él, bromeando que nunca la llevará a otro baile si no lo hace. Duckie luego ve a una chica sonriéndole, indicándole que venga y baile con ella. Andie alcanza a Blane en el estacionamiento y se besan apasionadamente.

## Elenco y personajes
- Molly Ringwald como Andie Walsh
- Harry Dean Stanton como Jack Walsh
- Jon Cryer como Philip F. "Duckie" Dale
- Annie Potts como Iona
- James Spader como Steff McKee
- Andrew McCarthy como Blane McDonough
- Kate Vernon como Benny Hanson
- Andrew Dice Clay como Bouncer
- Kristy Swanson como Duckette
- Alexa Kenin como Jena Hoeman
- Dweezil Zappa como Simon
- Gina Gershon como Trombley

Charlie Sheen fue originalmente considerado para el papel de Blane, pero Ringwald convenció a los cineastas para que eligieran a McCarthy para el papel.

## Crítica
La chica de rosa fue considerada la mejor película de adolescentes de los años 80[cita requerida] pero algunos actores, entre ellos los protagonistas, no supieron aprovechar su gran impulso. De hecho Molly Ringwald rechazó papeles como Ghost y Pretty Woman, entre otros, con los que sin duda la hubieran catapultado al estrellato.

## Banda sonora
| N.º | Título                                           | Intérprete(s)                           | Duración |  |
| 1.  | «If You Leave»                                   | Orchestral Manoeuvres in the Dark (OMD) | 4:25     |  |
| 2.  | «Left of Center»                                 | Suzanne Vega con Joe Jackson            | 3:33     |  |
| 3.  | «Get to Know Ya»                                 | Jesse Johnson                           | 3:34     |  |
| 4.  | «Do Wot You Do»                                  | INXS                                    | 3:16     |  |
| 5.  | «Pretty in Pink»                                 | The Psychedelic Furs                    | 4:40     |  |
| 6.  | «Shellshock»                                     | New Order                               | 6:04     |  |
| 7.  | «Round, Round»                                   | Belouis Some                            | 4:07     |  |
| 8.  | «Wouldn't It Be Good»                            | Danny Hutton Hitters                    | 3:44     |  |
| 9.  | «Bring On the Dancing Horses»                    | Echo & the Bunnymen                     | 3:59     |  |
| 10. | «Please, Please, Please, Let Me Get What I Want» | The Smiths                              | 1:51     |  |